# 奇蹟之人
《奇蹟之人》（日语：奇跡の人）是關西傑尼斯8的第39張單曲，於2017年9月6日發行。

## 概要
- 與前作「塗鴉BEAT」相隔8個月發行。
- 錦戶亮主演電視劇「搶救老公大作戰」主題曲。
- 共有初回限定盤、通常盤、期間限定盤三種版本。期間限定盤於日本期間限定販售至2017年9月21日止。

## 收錄曲目

### CD

#### 初回限定盤
1. 奇蹟之人
  - 作詞・作曲：さだまさし[1]
  - 編曲：島田昌典[2]
2. 飛上宇宙的獅子 (LIVE@METROCK2017)
  - 第5張原創專輯之收錄曲
  - METROPOLITAN ROCK FESTIVAL 2017現場版音源
3. 象 (LIVE@METROCK2017)
  - 第7張原創專輯之收錄曲
  - METROPOLITAN ROCK FESTIVAL 2017現場版音源

#### 通常盤
1. 奇蹟之人
2. 咖啡小憩的時光
3. 狼煙“關8娛樂中”Remix"
  - 第37張單曲 混音版
  - DVD/Blu-ray「關八娛樂中」片尾
4. 奇蹟之人 (Original Karaoke)

#### 期間限定盤
1. 奇蹟之人

### DVD

#### 初回限定盤
1. 奇蹟之人 Music Clip
2. 奇蹟之人 Rec & MV Making

#### 期間限定盤
收錄第一次參與野外戶外音樂節〈LIVE@METROCK2017〉之影像
1. High Spirits
2. ZUKKOKE男道
3. 不是說了嗎
4. 武士頌
5. LIFE～朝著眼前的方向～

## 外部連結
- Sony music (中文)（页面存档备份，存于）
- INFINITY RECORDS（页面存档备份，存于）